# Via Rail
A Via Rail Canada Inc. (/ˈviːə/), amely Via Rail vagy Via néven működik, egy kanadai állami vállalat, amelynek feladata a távolsági vasúti személyszállítás működtetése Kanadában.
A Via Rail hetente több mint 500 vonatot üzemeltet nyolc kanadai tartományban és 12 500 kilométernyi (7800 mérföldnyi) pályán, amelynek 97 százaléka más vasúttársaságok, főként a Canadian National Railway (CN) tulajdonában és karbantartásában van. A Via Rail 2022-ben körülbelül 3,3 millió utast szállított, amelynek 96 százaléka a Quebec City-Windsor folyosó nagyvárosait összekötő korridoron közlekedett, és 82,6 százalékos pontossági mutatóval rendelkezett. A nemzetközi turizmus vonzása fontos részét képezi a Via Rail hosszú távú, kontinensen átívelő szolgáltatásainak.

## A hálózat

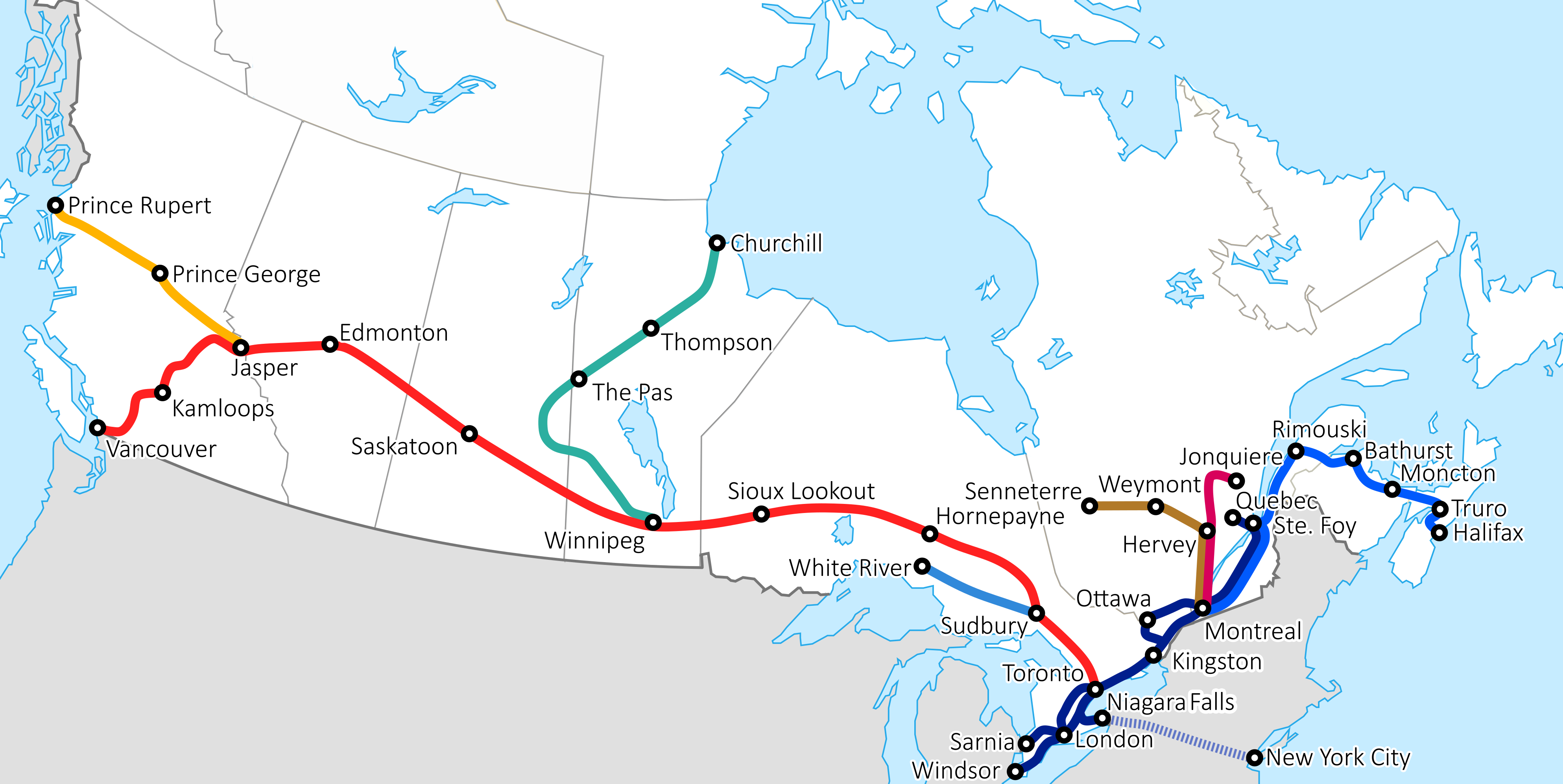
A Via Rail hálózata

A Via Rail 378 állomást szolgál ki 12 500 km-en.